# Castillo de la Atalaya
Atalaya Castle är ett slott i Spanien.   Det ligger i provinsen Provincia de Alicante och regionen Valencia, i den sydöstra delen av landet, 300 km sydost om huvudstaden Madrid. Atalaya Castle ligger 537 meter över havet.
Terrängen runt Atalaya Castle är varierad, och sluttar västerut. Runt Atalaya Castle är det ganska tätbefolkat, med 116 invånare per kvadratkilometer. Närmaste större samhälle är Villena, 0,74 km nordväst om Atalaya Castle. Omgivningarna runt Atalaya Castle är i huvudsak ett öppet busklandskap.